# Moisés Jinich
Moisés Jinich (* 15. Dezember 1927 in Mexiko-Stadt; † 2. März 2015 in Mérida, Yucatán) war ein mexikanischer Fußballspieler auf der Position eines Flügelspielers. Er ist der einzige Jude, der jemals für die mexikanische Nationalmannschaft an einer Fußball-Weltmeisterschaft teilgenommen hat. Seinen einzigen Länderspieleinsatz absolvierte er am 10. Januar 1954 in einem WM-Qualifikationsspiel gegen die USA, das 4:0 gewonnen wurde.

## Leben
Moisés Jinich Bruk stand zur Zeit seiner WM-Teilnahme 1954 beim Club Atlante unter Vertrag. Gemäß dem Diario Judio (erster Weblink) spielte er außerdem für dessen einstmals größten Rivalen, den Club Necaxa. Livefutbol (zweiter Weblink) nennt als seinen Verein vor Atlante den Club Marte.
Des Weiteren spielte Jinich noch auf Amateurbasis in der 1948 eingeführten Liga Interclubes und war Mitglied der Disziplinarkommission des mexikanischen Fußballverbandes.
Nach Beendigung seiner aktiven Laufbahn arbeitete Jinich als Chirurg an der Nationalen Autonomen Universität von Mexiko. Seinen Lebensabend verbrachte Jinich in Mérida auf der Halbinsel Yucatán, wo er 2015 im Alter von 87 Jahren starb.